# Cortland (Nebraska)
Cortland je selo u američkoj saveznoj državi Nebraska. Prema popisu stanovništva iz 2010. u njemu je živjelo 482 stanovnika.